# Hydriomena cinereata
Hydriomena cinereata là một loài bướm đêm trong họ Geometridae.